# Volbeat
Volbeat ist eine Metal-Band aus der dänischen Hauptstadt Kopenhagen. Die Band steht bei Vertigo Records unter Vertrag und hat bislang neun Studioalben und vier Videoalben veröffentlicht. Ihr Stil ist eine Mischung aus Metal, Rock ’n’ Roll, Punkrock, Country und Blues und wird häufig in Anlehnung an Elvis Presley als „Elvis-Metal“ bezeichnet.
Der Bandname stammt von dem Album Vol.Beat der Band Dominus, in der Michael Poulsen vor der Bandgründung von Volbeat spielte. Dabei steht „Vol“ (von Volume, engl. für Lautstärke) für Lautstärke und „Beat“ für den Rhythmus. Bis April 2016 hat die Band weltweit mehr als 3,5 Millionen Alben verkauft.

## Geschichte

### Gründungsjahre (2001–2004)

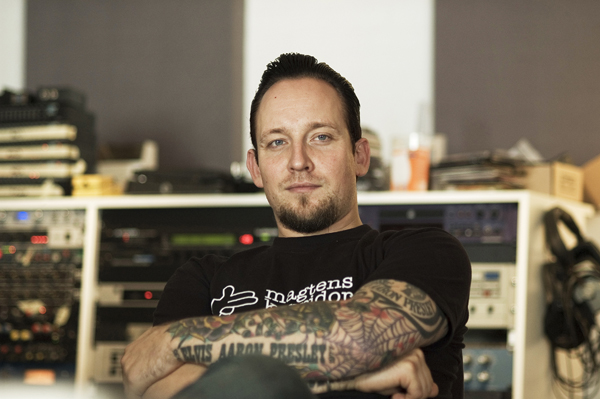
Michael Poulsen

Die Band wurde im Oktober 2001 gegründet, nachdem Sänger und Gitarrist Michael Poulsen die Death-Metal-Band Dominus verlassen hatte. Poulsen war der Musik und der Anhänger der Death-Metal-Szene überdrüssig und wollte neue musikalische Wege gehen, die mit seiner alten Band nicht umsetzbar waren. Poulsen begann, neue Lieder zu schreiben und suchte sich eine feste Bandbesetzung. Untypisch für die frisch gegründete Band: Noch in dem Jahr der Gründung begann die Diamond Distillery mit der Destillation des ersten Volbeat Limited Edition Rums.
Gründungsmitglieder waren neben Poulsen, Anders Kjølholm (Bass), Teddy Vang (Gitarre) und Jon Larsen (Schlagzeug). In dieser Besetzung nahm die Band ihr erstes zehn Lieder umfassendes Demo auf, das ein Jahr später erschien. Vang verließ die Band und wurde durch Franz Gottschalk ersetzt. Mit ihm nahm die Band ihr zweites Demo Beat the Meat auf, das im August 2003 erschien. Die deutschen Magazine Metal Hammer und Heavy oder was? kürten Beat the Meat zum „Demo des Monats“. Die Lieder Soulweeper und Danny & Lucy wurden im schwedischen und französischen Radio gespielt. Bis zum Sommer 2005 verkaufte sich die Demo etwa eintausendmal.
Im Jahre 2004 erreichte Volbeat das Halbfinale des größten dänischen Musikwettbewerbs Live Contest. Die Band unterzeichnete einen Vertrag bei New Aeon Media, einem Unterlabel von Karmageddon Media. Das Debütalbum Rebel Monster sollte 2004 erscheinen. Die Veröffentlichung verzögerte sich jedoch und Volbeat unterschrieben letztendlich bei Rebel Monster Records, einem Unterlabel von Mascot Records. Rebel Monster Records benannte sich nach dem Volbeat-Lied Rebel Monster. In der Zwischenzeit wurde das Lied Pool of Booze für den Soundtrack des dänischen Snowboardfilms Frost verwendet.

### The Strength / The Sound / The Songs(2004–2006)

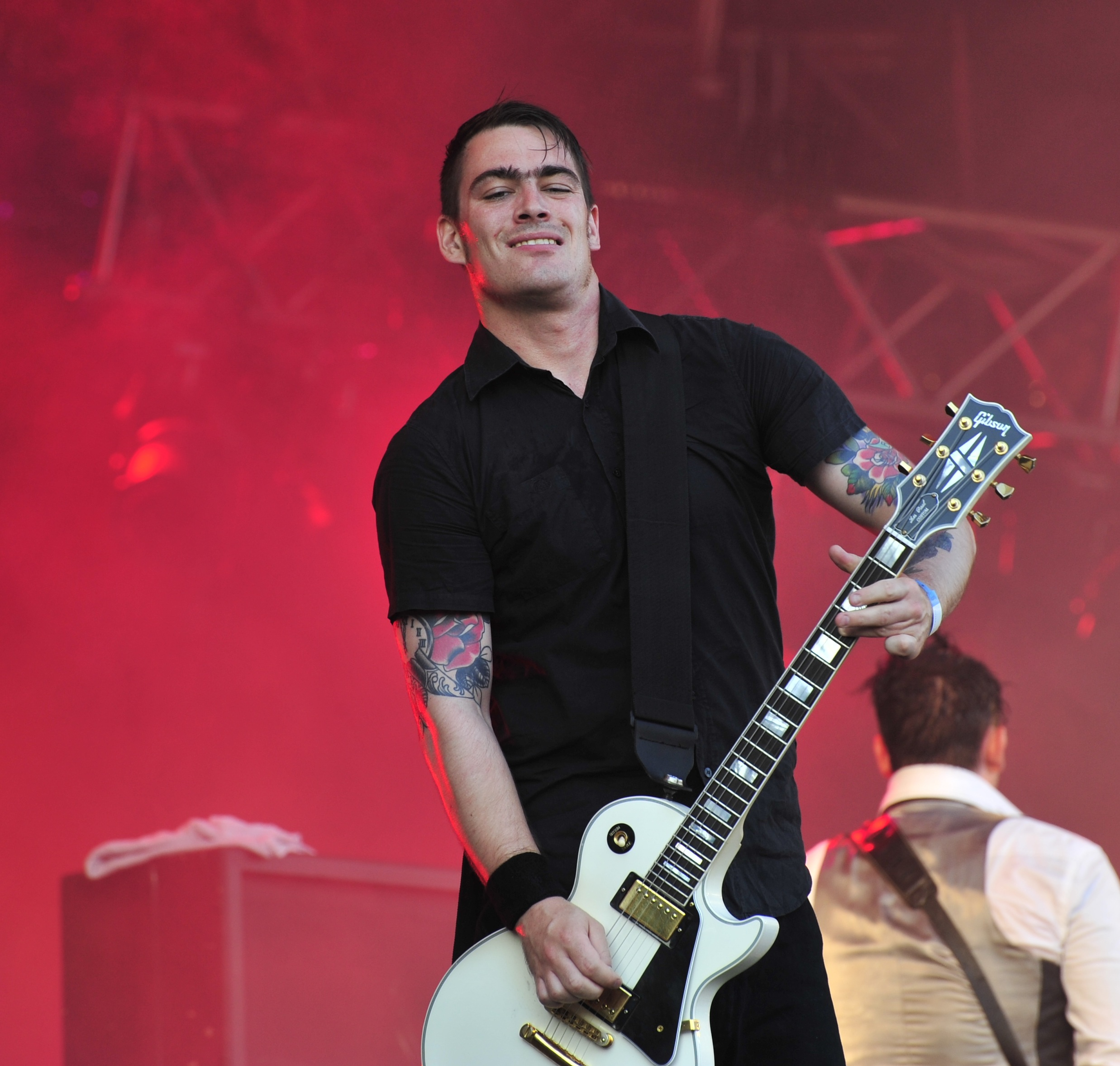
Thomas Bredahl

Im Juli 2004 fuhr die Band nach Ribe, um unter der Leitung des Produzenten Jacob Hansen ihr Debütalbum The Strength / The Sound / The Songs aufzunehmen. Für das Album wurden fünf Lieder des Beat the Meat-Demos verwendet. Dazu kamen acht Eigenkompositionen sowie eine Coverversion des Dusty-Springfield-Hits I Only Wanna Be With You. Nach einem Konzert in Kopenhagen im Dezember 2004 wurde die Band von Vertretern des Fernsehsenders TV 2 angesprochen. TV 2 wollte die Musik von Volbeat für ihre Übertragung der Handball-Weltmeisterschaft in Tunesien verwenden, hielt sich aber später nicht an ihr Versprechen.
The Strength / The Sound / The Songs erschien im September 2005 und wurde vom deutschen Musikmagazin Rock Hard mit der Höchstnote 10 bewertet. In Dänemark verkaufte sich das Album zunächst schleppend. Erst nach einem umjubelten Auftritt auf dem Roskilde-Festival änderte sich die Situation und das Album wurde über 5.000 Mal verkauft. Es erreichte Platz 18 der dänischen Charts. Damit war The Strength / The Sound / The Songs das erste Album einer dänischen Hard-Rock-/Heavy-Metal-Band seit zehn Jahren, das die Top 20 der dänischen Albumcharts erreichte. Volbeat spielten Konzerte mit unterschiedlichen Bands wie Candlemass, Destruction oder Life of Agony.
Bei den Danish Metal Awards wurde The Strength / The Sound / The Songs als bestes Debütalbum 2005 ausgezeichnet. Ein Jahr später gewann die Band in der Kategorie Liveband des Jahres und wurde bei den Steppeulv-Awards als „Hoffnung des Jahres“ ausgezeichnet. Am 22. April 2006 gab Michael Poulsen ein Konzert in Kopenhagen, bei dem auch einige Studio- und Livemusiker von Elvis Presley auftraten. Im Sommer des Jahres 2006 spielten Volbeat unter anderem auf dem Rock Hard Festival oder dem Summer Breeze.
Nach den Aufnahmen zu ihrem zweiten Studioalbum gab die Band im November 2006 ein zwanzigminütiges Konzert im Rahmen des Fußballspiels zwischen dem FC Kopenhagen und Brøndby IF. Einen Monat später trennten sich Volbeat von ihrem Gitarristen Franz „Hellboss“ Gottschalk und mussten deswegen verschiedene Konzerte absagen. Als Grund nannte die Band ein respektloses Verhalten Gottschalks gegenüber der Band, der Crew und den anderen Bands vor und nach Konzerten. Er wurde durch Thomas Bredahl von der Band Gob Squad ersetzt. Gottschalk schloss sich später der Band Illdisposed an.

### Rock the Rebel / Metal the Devil(2007–2008)

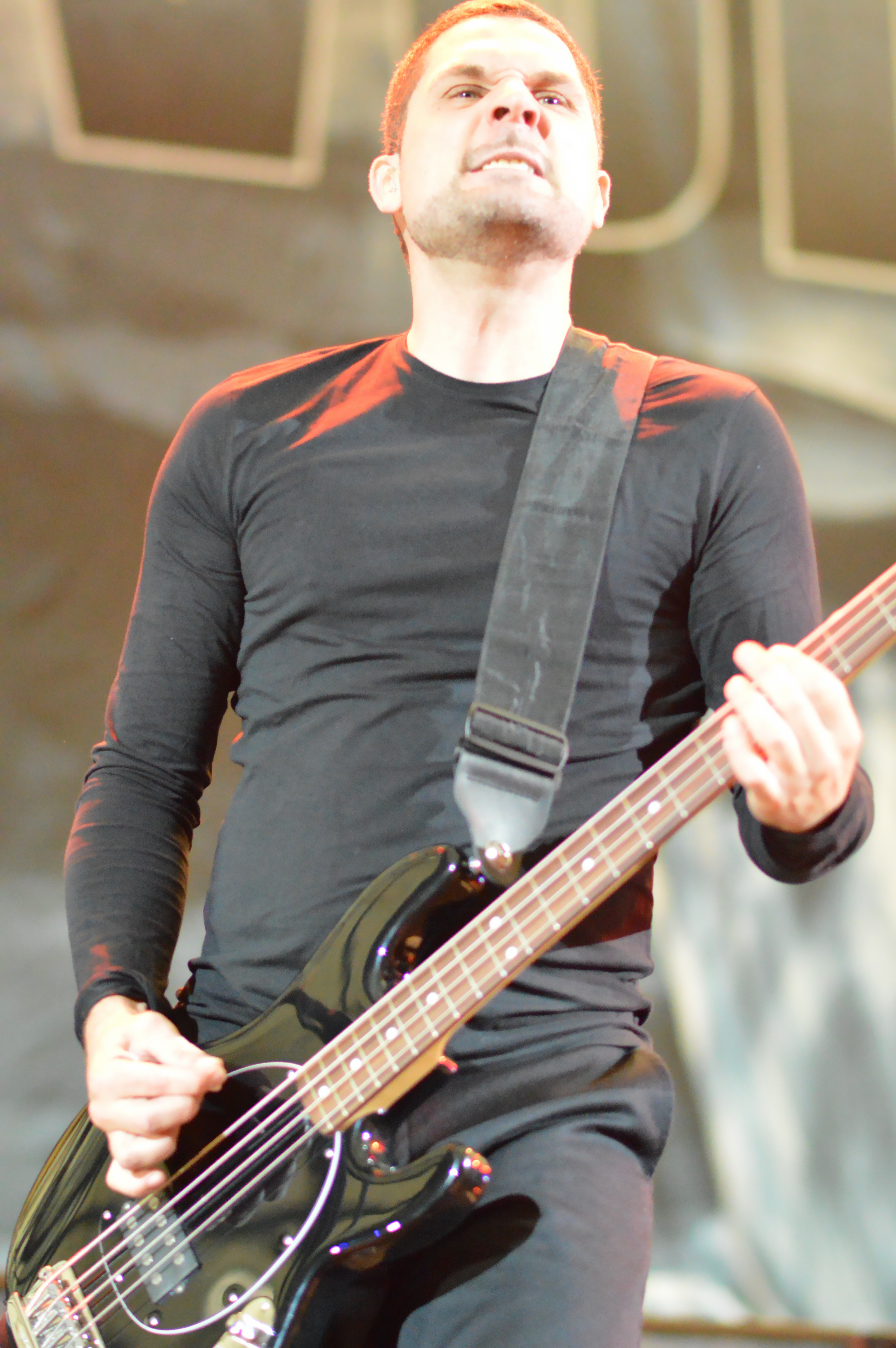
Anders Kjølholm

Am 23. Februar 2007 erschien das zweite Album Rock the Rebel / Metal the Devil in Deutschland. In Dänemark war es bereits am 19. Februar erschienen. Erneut produzierte Jacob Hansen das Album. In der deutschen Ausgabe des Rock Hard-Magazins wurde das Album zusammen mit MK II von Masterplan zum „Album des Monats“ gekürt; wie auch der Vorgänger erhielt es in der Einzelwertung die Höchstnote von 10 Punkten. Der Metal Hammer kürte das Album zum alleinigen „Album des Monats“ und später als „Album des Jahres“. Das Album stieg auf Platz eins der dänischen Albumcharts ein und verkaufte sich im ersten Monat nach der Veröffentlichung in Dänemark über 10.000 Mal. Im Juni 2007 erhielt die Band in ihrer Heimat eine goldene Schallplatte für 20.000 verkaufte Einheiten des Albums Rock The Rebel / Metal The Devil. Das Album hielt sich drei Monate in den Top fünf und insgesamt 61 Wochen in den dänischen Albumcharts. Am 13. Juli 2007 spielten Volbeat zusammen mit Mnemic im Vorprogramm von Metallica bei deren Konzert in der dänischen Stadt Aarhus.

„James Hetfield trat auf mich zu und wir unterhielten uns 20 Minuten. Er war sehr cool, ruhig und bescheiden. Er erzählte außerdem: ‚Ich habe gehört, ihr spielt eine Art Elvis-Metal. Ich glaube, ich finde das jetzt schon gut!‘“

Bei den Danish Metal Awards 2007 wurden Volbeat in den Kategorien Metal Album of the Year, Metal Cover of the Year und Metal Production of the Year ausgezeichnet. Rock the Rebel / Metal the Devil wurde im November 2007 in Dänemark mit Platin ausgezeichnet. Es war das erste Album einer dänischen Metalband, das mit Platin ausgezeichnet wurde. Die ausgekoppelte Single The Garden’s Tale wurde ebenfalls mit Platin ausgezeichnet. Am 15. Februar 2008 erschien die erste DVD Live: Sold Out!. Eine Woche davor eröffneten Volbeat in Kopenhagen für Megadeth. Im Frühjahr 2008 absolvierte die Band eine weitere Headlinertour durch Europa, bei der die Band von der schwedischen Band Kayser unterstützt wurde und als Headliner auf dem Mini-Rock-Festival abgeschlossen wurde.

### Guitar Gangsters & Cadillac Blood(2008–2009)

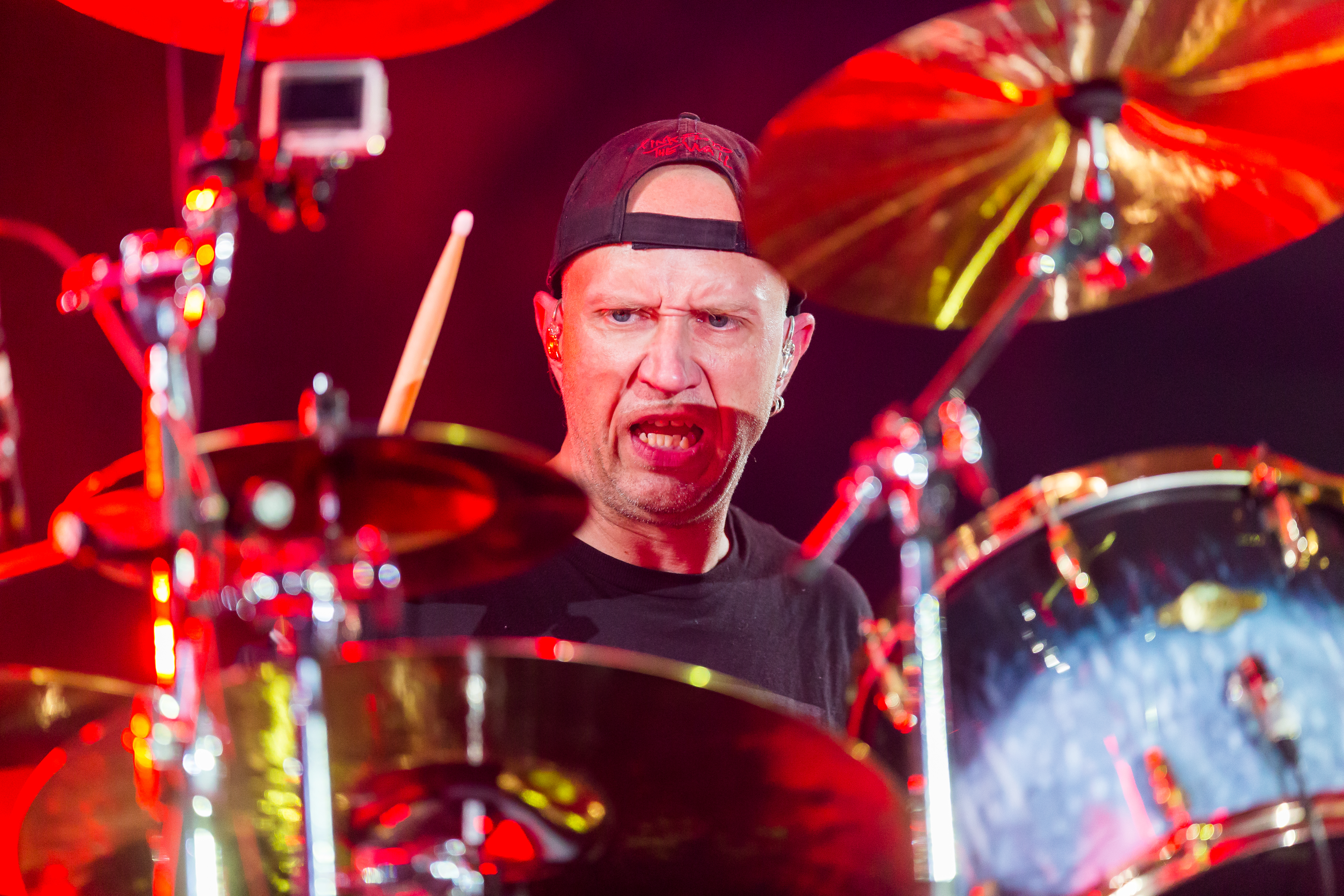
Jon Larsen

Am 31. März 2008 begannen Volbeat in den Hansen Studios in Ribe mit den Aufnahmen zu ihrem dritten Studioalbum Guitar Gangsters & Cadillac Blood. Unter den 14 Liedern befinden sich Coverversionen von Hank Williams und Kitty Wells. Das Hauptthema des Albums ist ein Mann, der in der Wüste ermordet in seinem Auto gefunden wird. Er gründet eine Band und fängt an, seinen Mörder zu suchen. Als erste Single wurde das Lied Maybellene i Hofteholder ausgekoppelt. Die Single erreichte Platz fünf der dänischen Singlecharts und wurde zum ersten Top-10-Hit der Band. Guitar Gangsters & Cadillac Blood stieg in Dänemark und Finnland auf Platz eins der Albumcharts ein, erreichte Platz vier in Schweden und Platz 15 in Deutschland. Weniger als einen Monat nach der Veröffentlichung wurde das Album in Dänemark mit einer goldenen Schallplatte, im Januar 2009 mit Platin ausgezeichnet.
Volbeat wurden von der schwedischen Band In Flames als Vorgruppe für ihre Europatournee eingeladen. Dieses Angebot wurde von Volbeat ausgeschlagen, da die Band nur eine halbe Stunde hätte spielen dürfen und sich an den Kosten der Tournee hätte beteiligen müssen. Stattdessen spielten Volbeat eine eigene Headlinertournee mit der US-amerikanischen Band Stuck Mojo. Die zweite ausgekoppelte Single Mary Ann’s Place erreichte Platz 35 der dänischen Singlecharts. Bei den Danish Metal Awards wurde Guitar Gangsters & Cadillac Blood in den Kategorien Bestes Album und Beste Produktion ausgezeichnet.
Im Mai 2009 spielten Volbeat die ersten Konzerte in Nordamerika, bei der die Band im Vorprogramm der finnischen Symphonic-Metal-Band Nightwish auftraten. Es folgten Auftritte auf verschiedenen europäischen Festivals wie Rock am Ring/Rock im Park, dem Wacken Open Air, oder dem Graspop Metal Meeting. Nach ihrem Auftritt beim Provinssirock-Festival im finnischen Seinäjoki erhielt die Band für das Album Guitar Gangsters & Cadillac Blood eine goldene Schallplatte für 10.000 in Finnland verkaufte Einheiten. Für die Band war es die erste derartige Auszeichnung außerhalb des Heimatlandes.

### Beyond Hell / Above Heaven(2009–2012)

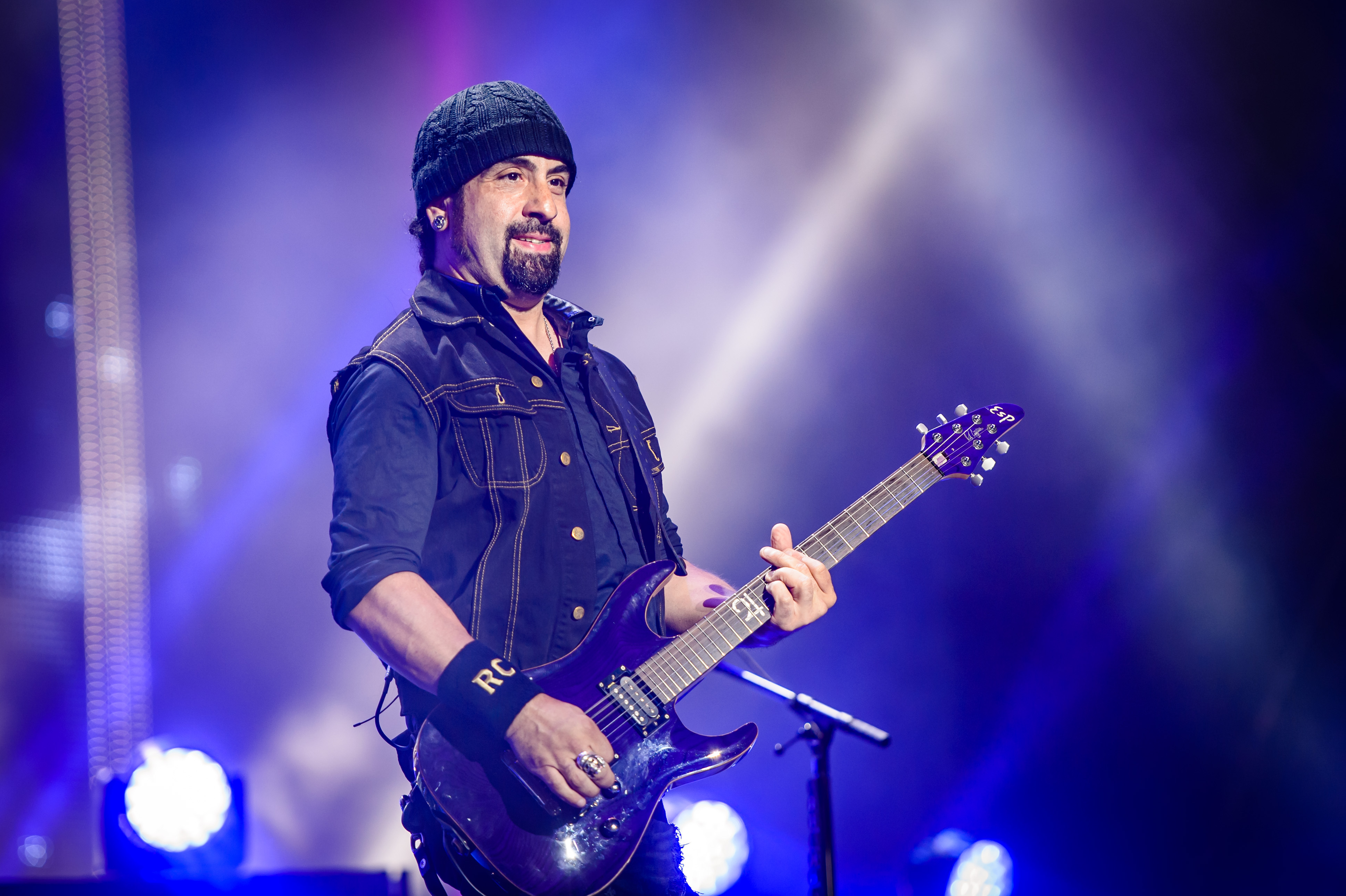
Rob Caggiano

Im Herbst 2009 nahm die Band das Lied A Warrior’s Call, ein Einmarschlied für den dänischen Boxer Mikkel Kessler, auf. Die Band veröffentlichte das Lied Ende November 2009 als kostenfreien Download. Gleichzeitig kehrten Volbeat nach Nordamerika zurück, um gemeinsam mit der französischen Band Gojira im Vorprogramm von Metallica aufzutreten. Während der Tournee begann die Band mit dem Songwriting für ihr viertes Studioalbum Beyond Hell / Above Heaven, das am 10. September 2010 erschien. Thematisch erzählt Beyond Hell / Above Heaven die Geschichte des Vorgängeralbums weiter.
Das Album wurde bei Vertigo Records veröffentlicht und erreichte Platz eins in den dänischen, finnischen und schwedischen Albumcharts. In Österreich, Deutschland und der Schweiz wurden mit den Plätzen zwei, drei und sieben Platzierungen unter den ersten Zehn erreicht. In Dänemark und Deutschland wurde das Album mit Platin, in Finnland und Schweden jeweils mit Gold ausgezeichnet. Die Band wurde für den Echo in der Kategorie Gruppe Rock/Alternative international nominiert, und gewann 2011 den Metal-Hammer-Award als beste internationale Band.
Im November 2011 erschien die dritte DVD Live from Beyond Hell / Above Heaven. Auf der DVD sind Auftritte der Band in Kopenhagen, Los Angeles und auf dem Rock-am-Ring-Festival zu sehen. Als Gastmusiker traten dabei unter anderem Mille Petrozza (Kreator), Scott Ian (Anthrax) oder L.G. Petrov (Entombed) auf. Am 28. November 2011 gab die Band die sofortige Trennung vom Gitarristen Thomas Bredahl bekannt.
Anfang 2012 nahm Volbeat an der Gigantour der Band Megadeth durch Nordamerika teil. Neben Volbeat traten Motörhead und Lacuna Coil als Vorgruppen auf. Den vakanten Posten des zweiten Gitarristen übernahm Hank Shermann von der Band Mercyful Fate. Ihr einziges Europakonzert spielte die Band beim Wacken Open Air.

### Outlaw Gentlemen & Shady Ladies(2013–2015)

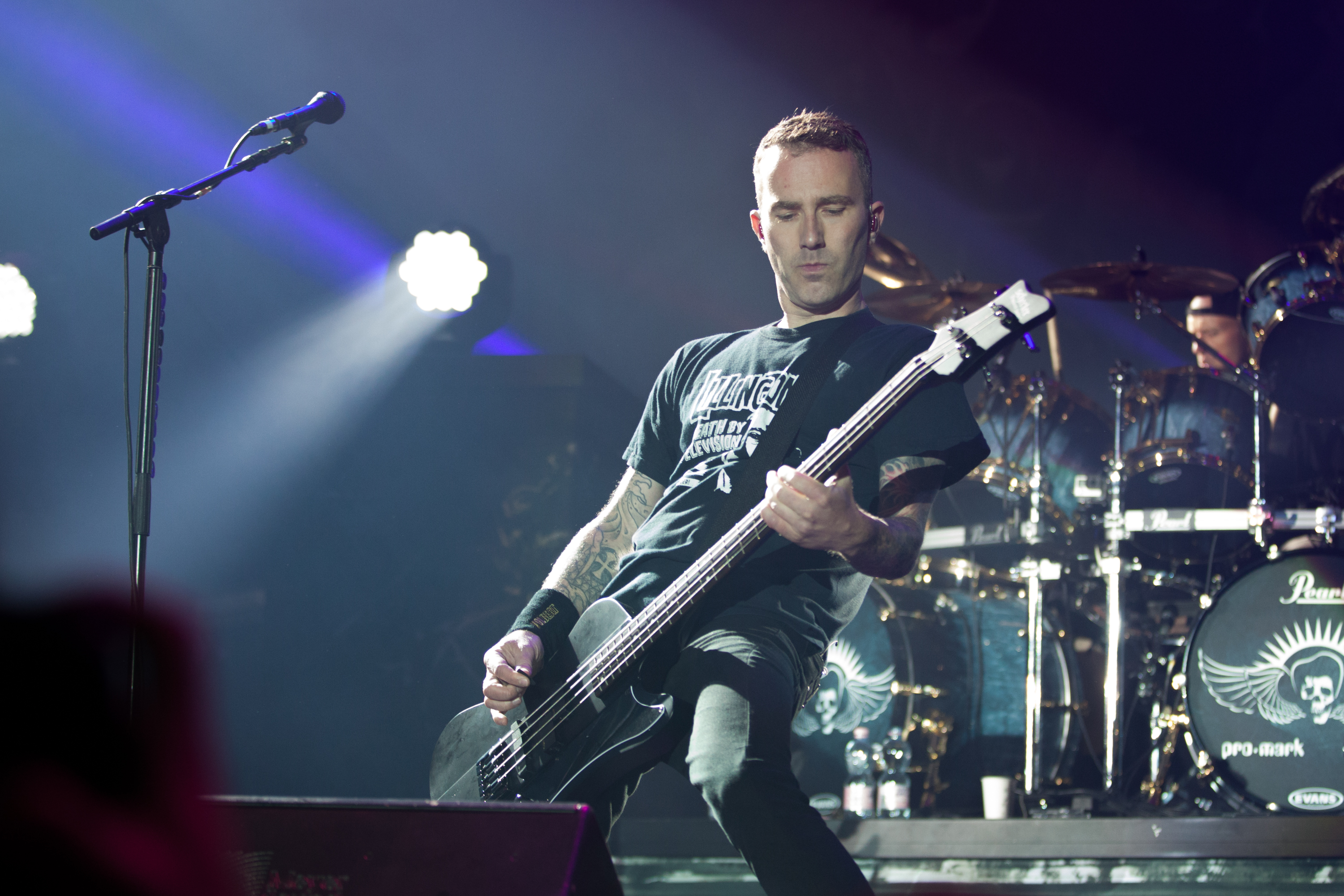
Kaspar Boye Larsen

Im Januar 2013 begann die Band mit den Aufnahmen zu ihrem fünften Studioalbum Outlaw Gentlemen & Shady Ladies, dessen Veröffentlichung am 5. April 2013 erfolgte. Neben Jacob Hansen wurde das Album vom ehemaligen Anthrax-Gitarrist Rob Caggiano produziert. Anfang Februar 2013 gab die Band bekannt, dass Caggiano auch die vakante Position des zweiten Gitarristen übernehmen wird. Etwa die Hälfte der Lieder auf Outlaw Gentlemen & Shady Ladies handeln von Revolverhelden aus dem 19. Jahrhundert, wobei es sowohl um echte und um fiktive Persönlichkeiten aus dieser Ära geht. In insgesamt sechs Ländern stieg Outlaw Gentlemen & Shady Ladies auf Platz eins der jeweiligen Albumcharts ein. Darüber hinaus erreichte das Album Platz neun in den US-amerikanischen Albumcharts.
In Dänemark und Österreich wurde das neue Album jeweils mit Platin, in Deutschland mit einer Goldenen Schallplatte ausgezeichnet. Bei den Danish Music Awards erhielten Volbeat Preise in den Kategorien Dänische Band des Jahres und Bestes dänisches Rockalbum. Das Lied Room 24, bei dem als Gastsänger King Diamond zu hören ist, wurde bei den Grammy Awards 2014 in der Kategorie Best Metal Performance nominiert. Der Preis ging allerdings an Black Sabbath. Dafür gewannen Volbeat den deutschen Musikpreis Echo in der Kategorie Rock/Alternative International. Bei der deutschen Echoverleihung 2014 wurden Volbeat in der Kategorie Gruppe Rock/Alternative international ausgezeichnet. Im Herbst 2014 gingen Volbeat auf eine Co-Headlinertournee in Nordamerika mit Five Finger Death Punch.

### Seal the Deal & Let’s Boogie(2016–2018)

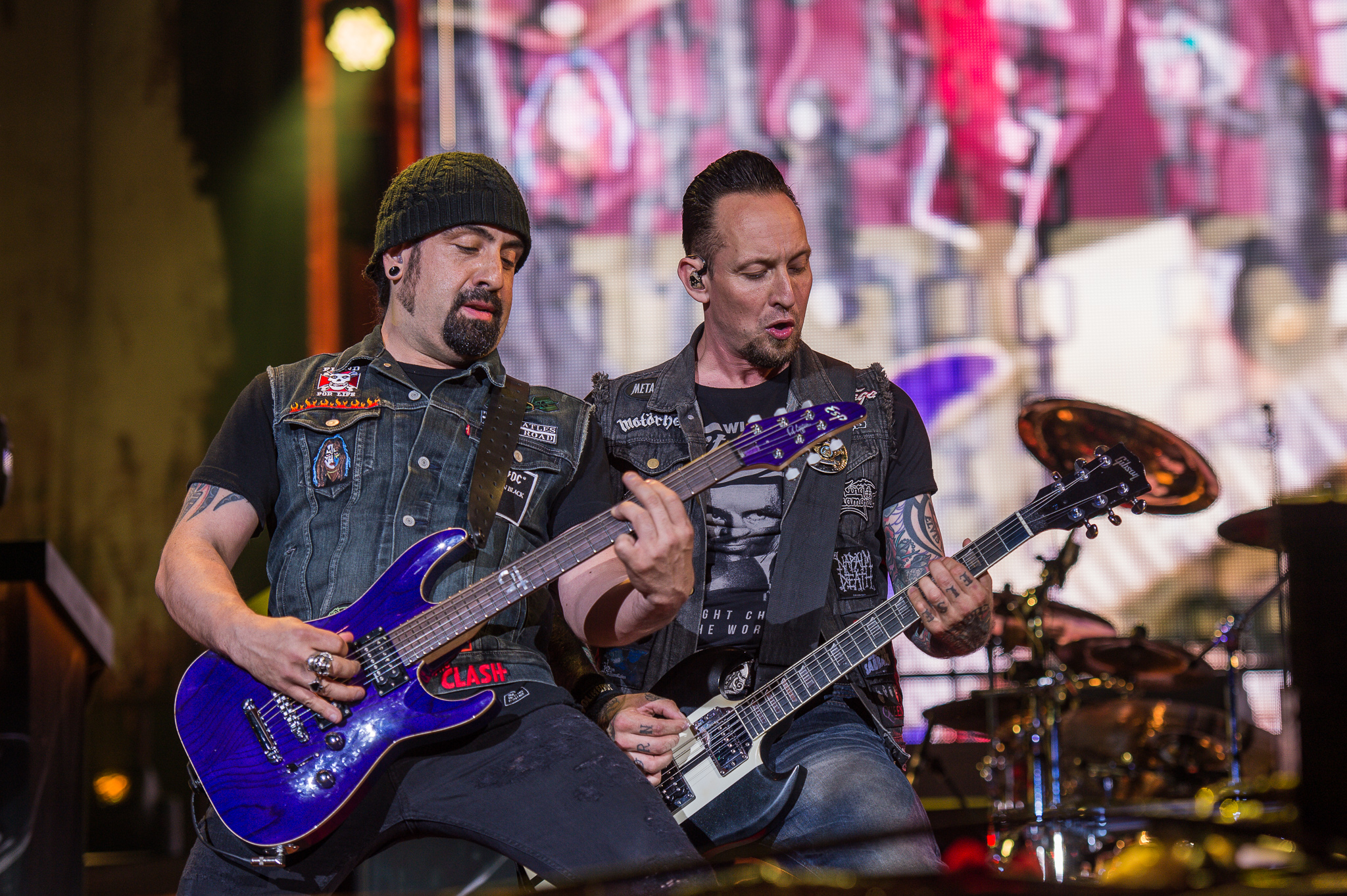
Volbeat beim Rock im Park 2016

Im Frühjahr 2015 folgte eine weitere Co-Headlinertournee durch Nordamerika mit Anthrax und der Vorgruppe Crobot. Während der Tour bestätigte Poulsen, dass die Band am nächsten Studioalbum arbeitet, welches 2016 veröffentlicht werden soll. Zudem wurde mit The Devil’s Bleeding Crown der erste neue Song des kommenden Albums während eines Konzerts in Odense vorgestellt. Am 1. August 2015 spielten Volbeat vor 37.000 Zuschauern in Odense und stellten damit einen neuen Zuschauerrekord für eine dänische Rockband auf. Im November 2015 gab die Band die Trennung von Anders Kjølholm bekannt. Sein Ausstieg erfolgte im gegenseitigen Einvernehmen.
Darüber hinaus unterzeichnete die Band einen für Nordamerika gültigen Managementvertrag mit der Firma Q Prime, die unter anderem auch für Metallica arbeiten. Im April 2016 spielten Volbeat eine Tournee durch die USA mit Black Stone Cherry und Monster Truck. Als Bassist half Kaspar Boye Larsen aus, der bereits 2006 einige Konzerte mit Volbeat gespielt hatte und im Mai 2016 zum festen Bandmitglied aufstieg. Seal the Deal & Let’s Boogie wurde am 3. Juni 2016 veröffentlicht und erreichte in sieben Ländern Platz eins der jeweiligen Albumcharts. In Dänemark erreichte das Album Vierfachplatin und in Deutschland und Österreich jeweils Platin.
Es folgten Festivalauftritte bei Rock am Ring/Rock im Park, Graspop Metal Festival und Nova Rock, im Herbst 2016 folgte eine Europatournee mit den Vorgruppen Airbourne und Crobot, bevor Volbeat im Sommer 2017 gemeinsam mit Avenged Sevenfold und Gojira im Vorprogramm von Metallica eine Stadiontournee durch Nordamerika spielten. Beim Wacken Open Air spielte die Band ihren einzigen deutschen Festivalauftritt 2017. Am 26. August 2017 spielte die Band im Kopenhagener Stadion Parken. Mit über 48.250 Zuschauern konnten Volbeat als erste dänische Band das Stadion ausverkaufen. Als Gäste traten unter anderem Lars Ulrich (Metallica), Mille Petrozza (Kreator) und Barney Greenway von der Band Napalm Death auf. Ein Mitschnitt des Konzerts wird am 14. Dezember 2018 als DVD unter dem Titel Let’s Boogie! Live from Telia Parken veröffentlicht.

### Rewind, Replay, Rebound(2019–2020)
Im April und Mai 2019 spielten Volbeat eine Nordamerikatournee mit Godsmack, bevor Volbeat im Sommer 2019 im Rahmen der Knotfest Roadshow zusammen mit Gojira und Behemoth im Vorprogramm von Slipknot durch Nordamerika tourten. Für den 2. August 2019 kündigte die Band ihr siebtes Studioalbum Rewind, Replay, Rebound an, das einmal mehr von Jacob Hansen produziert wurde, und ein Gastsolo von Gary Holt (Exodus, Slayer) beinhaltet. Das Album erreichte Platz eins in Deutschland, Österreich und der Schweiz, verpasste aber in ihrem Heimatland mit Rang zwei erstmals seit dem Debütalbum die Chartspitze. Gleichzeitig mit der Albumankündigung wurde für den Herbst 2019 einen Europatournee mit Baroness und Danko Jones angekündigt. Einen Tag vor der Veröffentlichung des Albums veröffentlichten neun dänische Medien einen Offenen Brief, in dem sie erklärten, warum sie nicht über die Band und das Album schreiben werden. Zu den Unterzeichnern gehören die Tageszeitungen Information, Berlingske, Jyllands-Posten und Politiken, die Boulevardzeitung Ekstra Bladet, das Musikmagazin Gaffa sowie die Onlinemagazine Devilution, Poplish und Blastbeat. Bereits für Volbeats Konzert im Parken im August 2017 hatten Ekstra Bladet und Devilution ohne Angabe von Gründen keine Akkreditierung erhalten. So war es auch bei den Konzerten von Volbeat in Dänemark im Sommer 2018 gewesen. 
Beide ausgeschlossenen Medien hatten zuvor negative Kritiken über die Band veröffentlicht. Nachdem sowohl Ekstra Bladet als auch Devilution auf Anweisung der Band nicht vorab mit Promoexemplaren des Albums bemustert worden waren, schlossen sich die oben genannten Medien zusammen. Sie erklärten, dass „der mangelnde Respekt der Band für eine freie und unabhängige Presse nicht toleriert wird“ und dass die involvierten Medien so lange nicht mehr über die Band schreiben werden, bis die Band, die Plattenfirma, das Management oder der Promoter den Pressebann aufhebt. Am 27. November 2020 veröffentlichte die Band gleich zwei neue Alben. Neben dem Livealbum Rewind, Replay, Rebound: Live in Deutschland, welches bei Konzerten in Deutschland im November 2019 mitgeschnitten wurde, veröffentlichte die Band mit Hokus Bonus eine limitierte Kompilation mit B-Seiten und Bonustracks. Hokus Bonus erreichte Platz 17 der dänischen, Platz 18 der deutschen und Platz 35 der Schweizer Albumcharts.

### Servant of the Mind(2021–2024)
Nachdem die Band am 2. Juni 2021 mit Wait a Minute My Girl und Dagen Før, letzteres mit der Alphabeat-Sängerin Stine Bramsen als Gast, zwei neue Lieder veröffentlichte, brachte die Band am 3. Dezember 2021 ihr achtes Studioalbum Servant of the Mind. Aus diesem wurden zudem vorab die Songs Shotgun Blues und Becoming veröffentlicht. Das Album erreichte Platz eins der dänischen, deutschen und österreichischen sowie Platz zwei der Schweizer Albumcharts. Darüber hinaus nahmen Volbeat noch eine Coverversion des Metallica-Liedes Don’t Tread on Me für das Tributalbum The Metallica Blacklist auf. Ihren Anteil aus den Einnahmen spendeten Volbeat an die Organisation Børne Cancer Fonden. Im Januar 2022 begann eine Co-Headlinertournee mit der schwedischen Band Ghost und der Vorgruppe Twin Temple durch Nordamerika. Kurz nach Beginn der Tour wurde Schlagzeuger Jon Larsen positiv auf das Virus COVID-19 getestet. Für die weiteren Konzerte sprang der ehemalige Slayer-Schlagzeuger Jon Dette ein.
Im Herbst 2022 starteten Volbeat ihre Servant of the Road-Tournee in Europa mit den Vorgruppen Skindred, Bad Wolves und Napalm Death. Darüber hinaus nahmen Volbeat zusammen mit Mammoth WVH als Vorgruppen am Metallica-Konzert am 16. Juni 2023 in Göteborg im Rahmen der M72 World Tour teil. Am 5. Juni 2023 gab die Band den sofortigen Ausstieg von Gitarrist Rob Caggiano bekannt. Für die folgenden Konzerte half Flemming C. Lund von der dänischen Thrash-Metal-Band The Arcane Order ersatzweise als Gitarrist aus. Ebenfalls 2023 gründete Sänger Michael Poulsen mit dem ehemaligen Morgoth-Sänger Marc Grewe und dem Raunchy-Schlagzeuger Morten Toft Hansen die Death-Metal-Band Asinhell, die noch im selben Jahr ihr Debütalbum Impii Hora veröffentlichten.

### God of Angels Trust(seit 2024)
Im Sommer 2024 begann Michael Poulsen mit der Arbeit am neunten Studioalbum von Volbeat, welches innerhalb von nur fünf Wochen geschrieben und mit dem Produzenten Jacob Hansen aufgenommen wurde. God of Angels Trust erschien am 6. Juni 2025. Gleichzeitig kündigte die Band zunächst für den Juni 2025 eine Co-Headlinertournee mit Three Days Grace und der Vorgruppe Wage War durch Kanada an. Im Sommer folgt eine Tournee mit den Vorgruppen Halestorm und The Ghost Inside durch die Vereinigten Staaten, bevor es im Herbst 2025 mit Bush und Gel durch Europa geht.

## Stil

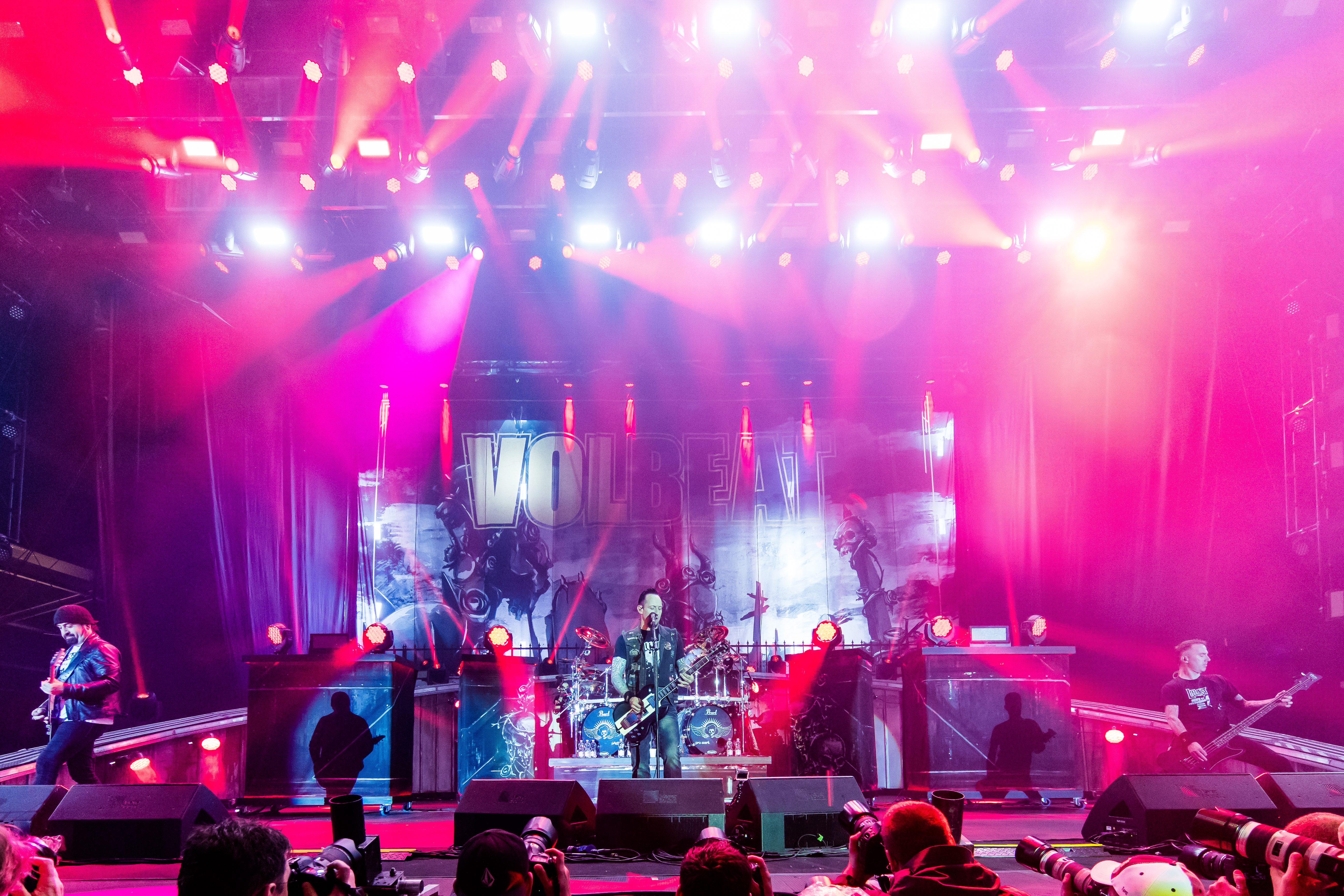
Volbeat beim Rock am Ring 2016

### Musik
Volbeat verwenden für ihre Musik die genretypische Instrumentierung aus Gesang, Gitarre, Bass und Schlagzeug. Sänger Michael Poulsen ist fast ausschließlich für die Musik verantwortlich. Beim Songwriting achtet er darauf, dass die Lieder eingängig und leicht mitsingbar sind. In einem Interview erklärte Poulsen, dass er, wenn diese Eingängigkeit nach 15 Minuten nicht erreicht wird, die Songidee verwirft. Inspirationsquelle der Band sind Social Distortion, Rock'n'Roll-Legenden wie Elvis Presley und Johnny Cash, die Rockmusik der sechziger Jahre, aber auch Metalbands wie Metallica. Darüber hinaus nimmt die Band Inspiration von Stilen wie Punkrock, Country und Blues.

„Unsere Musik stellt einen Balanceakt zwischen Rock und Metal dar. Wir versuchen, das Beste beider Welten unter einen Hut zu bekommen. […] Beim Rock’n’Roll liebe ich die mitreißenden Rhythmen. Wenn bei mir Elvis Presley, Fats Domino oder Chuck Berry läuft, kann ich nicht still sitzen bleiben. Rock’n’Roll-Songs sind simpel, funktionieren aber herausragend. Am Heavy Metal begeistert mich die rohe Energie, die von einer verzerrten Gitarre ausgeht.“

Auf dem zweiten Album verwendete die Band zum ersten Mal metaluntypische Instrumente wie ein Banjo oder die Hawaii-Gitarre. Beim dritten Album Guitar Gangsters & Cadillac Blood tritt erstmals eine Gastsängerin sowie Streichinstrumente auf.

### Texte
Sänger Michael Poulsen schreibt sämtliche Texte der Band. Diese sind größtenteils von den fünfziger Jahren inspiriert. Andere Texte sind teilweise autobiographisch oder einfache Liebesgeschichten. Typisch für Volbeat sind Fortsetzungsgeschichten, die sich über mehrere Alben erstrecken. Ihren Ursprung nahm dies mit den Liedern Fire Song und Danny & Lucy (11pm). Protagonisten sind der 28-jährige drogensüchtige Danny und seine 16-jährige Freundin Lucy. Beide flüchten zunächst vor Lucys Eltern und kommen dann bei einem Autounfall ums Leben. Auf dem zweiten Album wird die Geschichte mit Mr & Mrs Ness, Lucys Eltern, fortgesetzt. Lucys Mutter beging Suizid. Ihr Ehemann wird mit blutverschmierten Händen und der Tatwaffe in der Hand aufgefunden und verhaftet. Beim dritten Album geht es mit Mary Ann’s Place weiter. Mr Ness besucht während eines Hafturlaubs die Gräber seiner Frau und seiner Tochter. Die Geschichte endet mit dem Lied You Will Know auf dem Album Seal the Deal & Let’s Boogie.

## Rezeption
Volbeat werden außerhalb ihrer Heimat vor allem in der Rock- und Metalszene wahrgenommen. Ihre Alben werden regelmäßig in den entsprechenden Print- und Onlinemagazinen besprochen. In Dänemark gehört die Band zum Mainstream und erreicht Hörer außerhalb der Rock- und Metalszene.

„Wir bekommen unheimlich viele E-Mails von Fans, die sagen, dass sie eigentlich gar nicht auf Metal stehen, aber unsere Melodien und meinen Gesang mögen. Oder von Die-Hard-Rockabilly-Freaks, die normalerweise nie was anderes als ‚ihre‘ Bands hören, mit uns aber gut klarkommen, weil sie auf die Rock’n’Roll-Elemente in unserem Sound stehen.“

## Diskografie
Studioalben

| Jahr | Titel Musiklabel                                                                  | Höchstplatzierung, Gesamtwochen, AuszeichnungChartplatzierungen (Jahr, Titel, Musiklabel, Platzierungen, Wochen, Auszeichnungen, Anmerkungen) | Höchstplatzierung, Gesamtwochen, AuszeichnungChartplatzierungen (Jahr, Titel, Musiklabel, Platzierungen, Wochen, Auszeichnungen, Anmerkungen) | Höchstplatzierung, Gesamtwochen, AuszeichnungChartplatzierungen (Jahr, Titel, Musiklabel, Platzierungen, Wochen, Auszeichnungen, Anmerkungen) | Höchstplatzierung, Gesamtwochen, AuszeichnungChartplatzierungen (Jahr, Titel, Musiklabel, Platzierungen, Wochen, Auszeichnungen, Anmerkungen) | Höchstplatzierung, Gesamtwochen, AuszeichnungChartplatzierungen (Jahr, Titel, Musiklabel, Platzierungen, Wochen, Auszeichnungen, Anmerkungen) | Höchstplatzierung, Gesamtwochen, AuszeichnungChartplatzierungen (Jahr, Titel, Musiklabel, Platzierungen, Wochen, Auszeichnungen, Anmerkungen) | Höchstplatzierung, Gesamtwochen, AuszeichnungChartplatzierungen (Jahr, Titel, Musiklabel, Platzierungen, Wochen, Auszeichnungen, Anmerkungen) | Höchstplatzierung, Gesamtwochen, AuszeichnungChartplatzierungen (Jahr, Titel, Musiklabel, Platzierungen, Wochen, Auszeichnungen, Anmerkungen) | Anmerkungen                                                    |
| Jahr | Titel Musiklabel                                                                  | DE | AT | CH | UK | US | DK | FI | SE | Anmerkungen                                                    |
| ---- | --------------------------------------------------------------------------------- | --- | --- | --- | --- | --- | --- | --- | --- | -------------------------------------------------------------- |
| 2005 | The Strength / The Sound / The Songs Mascot Records • Rebel Monster Records (RTD) | DE24 a Gold · (1 Wo.)DE | AT55 a (2 Wo.)AT | — | — | — | DK18 ×2Doppelplatin · (21 Wo.)DK | FI33 (4 Wo.)FI | SE49 (3 Wo.)SE | Erstveröffentlichung: 26. September 2005 Verkäufe: + 180.000   |
| 2007 | Rock the Rebel / Metal the Devil Mascot Records (RTD)                             | DE62 Gold · (2 Wo.)DE | AT54 Gold · (3 Wo.)AT | — | — | — | DK1 ×4Vierfachplatin · (62 Wo.)DK | FI14 (10 Wo.)FI | SE41 (8 Wo.)SE | Erstveröffentlichung: 19. Februar 2007 Verkäufe: + 267.500     |
| 2008 | Guitar Gangsters & Cadillac Blood Mascot Records (RTD)                            | DE15 Gold · (9 Wo.)DE | AT26 Platin · (23 Wo.)AT | CH30 (2 Wo.)CH | — | — | DK1 ×4Vierfachplatin · (36 Wo.)DK | FI1 Gold · (20 Wo.)FI | SE4 Gold · (40 Wo.)SE | Erstveröffentlichung: 28. August 2008 Verkäufe: + 255.000      |
| 2010 | Beyond Hell / Above Heaven Vertigo Records (UMG)                                  | DE3 ×3Dreifachplatin · (131 Wo.)DE | AT2 ×3Dreifachplatin · (90 Wo.)AT | CH7 (9 Wo.)CH | — | US142 Gold · (20 Wo.)US | DK1 ×3Dreifachplatin · (40 Wo.)DK | FI1 Gold · (39 Wo.)FI | SE1 ×2Doppelplatin · (31 Wo.)SE | Erstveröffentlichung: 10. September 2010 Verkäufe: + 1.447.094 |
| 2013 | Outlaw Gentlemen & Shady Ladies Vertigo Records (UMG)                             | DE1 ×2Doppelplatin · (75 Wo.)DE | AT1 ×2Doppelplatin · (66 Wo.)AT | CH1 (22 Wo.)CH | UK78 (1 Wo.)UK | US9 Gold · (43 Wo.)US | DK1 ×4Vierfachplatin · (79 Wo.)DK | FI2 (30 Wo.)FI | SE4 ×2Doppelplatin · (39 Wo.)SE | Erstveröffentlichung: 5. April 2013 Verkäufe: + 1.165.000      |
| 2016 | Seal the Deal & Let’s Boogie Vertigo Records (UMG)                                | DE1 ×3Dreifachgold · (55 Wo.)DE | AT1 ×3Dreifachplatin · (116 Wo.)AT | CH1 (26 Wo.)CH | UK16 (1 Wo.)UK | US4 (8 Wo.)US | DK1 ×6Sechsfachplatin · (144 Wo.)DK | FI1 (40 Wo.)FI | SE1 ×2Doppelplatin · (70 Wo.)SE | Erstveröffentlichung: 3. Juni 2016 Verkäufe: + 595.000         |
| 2019 | Rewind, Replay, Rebound Vertigo Records (UMG)                                     | DE1 Gold · (39 Wo.)DE | AT1 Platin · (60 Wo.)AT | CH1 (16 Wo.)CH | UK7 (1 Wo.)UK | US27 (2 Wo.)US | DK2 Platin · (11 Wo.)DK | FI3 (4 Wo.)FI | SE4 Gold · (8 Wo.)SE | Erstveröffentlichung: 2. August 2019 Verkäufe: + 150.000       |
| 2021 | Servant of the Mind Vertigo Records (UMG)                                         | DE1 (38 Wo.)DE | AT1 Gold · (40 Wo.)AT | CH2 (15 Wo.)CH | UK31 (1 Wo.)UK | US91 (1 Wo.)US | DK1 Gold · (3 Wo.)DK | FI4 (2 Wo.)FI | SE6 (6 Wo.)SE | Erstveröffentlichung: 3. Dezember 2021 Verkäufe: + 25.000      |
| 2025 | God of Angels Trust Vertigo Records (UMG)                                         | DE1 (… Wo.)DE | AT1 (… Wo.)AT | CH1 (… Wo.)CH | UK24 (… Wo.)UK | US78 (1 Wo.)US | — | — | SE3 (… Wo.)SE | Erstveröffentlichung: 6. Juni 2025                             |

## Gold- und Platinschallplatten
In ihrem Heimatland Dänemark haben Volbeat bislang die meisten Auszeichnungen erhalten. Insgesamt erhielt die Band sechsmal Platin und fünfmal Gold. Jeweils Doppelplatin erhielten die Alben Beyond Hell / Above Heaven und Outlaw Gentlemen & Shady Ladies. Zweimal Platin und viermal Gold erhielten Volbeat in Deutschland. Das erfolgreichste Album hier ist Beyond Hell / Above Heaven, das mit Dreifachgold ausgezeichnet wurde. Jeweils zweimal Platin erhielt die Band in Österreich und Schweden. Das meistverkaufte Album der Bandgeschichte ist Beyond Hell / Above Heaven mit über 1,5 Millionen Einheiten.

## Auszeichnungen
| - Danish Metal Awards - 2005: Bestes Debütalbum - 2006: Beste Liveband - 2007: Bestes Album - 2008: Bestes Album & Beste Produktion - Danish Music Awards - 2013: Beste dänische Band & Bestes dänisches Rockalbum - 2017: Beste dänische Liveband - Echo - 2014: Gruppe Rock/Alternative (international) - GAFFA-Prisen - 2010: Beste Hard-Rock-Veröffentlichung - 2013: Beste Hard-Rock-Veröffentlichung - 2016: Beste dänische Band & Bester dänischer Hit | - Metal Hammer Awards - 2009: Aufsteiger des Jahres - 2011: Beste internationale Band - P3 Guld - 2007: Lieblingslied der Hörer - 2008: Lieblingslied der Hörer - 2010: Lieblingslied der Hörer - 2016: Lieblingslied der Hörer - Steppeulv - 2006: Hoffnung des Jahres - Zulu Award - 2008: Bester dänischer Sänger |